# صراع العروش: الموسم 3 (موسيقى تصويرية)
تم نشر ألبوم الموسيقى التصويرية للموسم الثالث من مسلسل إتش بي أو صراع العروش، بعنوان صراع العروش: الموسم 3، في 4 يونيو 2013. وعلى قرص مضغوط في 2 يوليو 2013. تم تأليف الألبوم من قبل رامين جوادي.

## الجوائز والترشيحات
| العام | الجائزة                                              | الفئة                                     | المرشح(ون) | النتيجة | م.    |
| ----- | ---------------------------------------------------- | ----------------------------------------- | ---------- | ------- | ----- |
| 2013  | جوائز الجمعية الأمريكية للملحنين والمؤلفين والناشرين | أفضل المسلسلات التلفزيونية                |            | فوز     | [ 1 ] |
| 2013  | رابطة نقاد الموسيقى السينمائية الدولية               | أفضل موسيقى تصويرية أصلية لمسلسل تلفزيوني |            | رُشِّح     | [ 2 ] |